# Гордон Стракан
Гордон Стракан (англ. Gordon Strachan, нар. 9 лютого 1957, Единбург) — шотландський футболіст, півзахисник. По завершенні ігрової кар'єри — футбольний тренер. З 2013 до 2017 року очолював тренерський штаб національної збірної Шотландії.
Як гравець насамперед відомий виступами за клуби «Абердин» та «Манчестер Юнайтед», а також національну збірну Шотландії.
Володар Кубка Кубків УЄФА. Володар Суперкубка УЄФА. Дворазовий чемпіон Шотландії. Триразовий володар Кубка Шотландії. Чемпіон Англії. Володар Кубка Англії. Володар Суперкубка Англії з футболу. Триразовий чемпіон Шотландії (як тренер). Володар Кубка Шотландії (як тренер). Дворазовий володар Кубка шотландської ліги (як тренер).

## Клубна кар'єра
У дорослому футболі дебютував 1971 року виступами за команду клубу «Данді», в якій провів шість сезонів, взявши участь у 69 матчах чемпіонату.
Своєю грою за цю команду привернув увагу представників тренерського штабу клубу «Абердин», до складу якого приєднався 1977 року. Відіграв за команду з Абердина наступні сім сезонів своєї ігрової кар'єри. Більшість часу, проведеного у складі «Абердина», був основним гравцем команди. За цей час виборов титул володаря Кубка Кубків УЄФА, ставав володарем Суперкубка УЄФА, чемпіоном Шотландії (двічі).
У 1984 році уклав контракт з клубом «Манчестер Юнайтед», у складі якого провів наступні п'ять років своєї кар'єри гравця. Граючи у складі «Манчестер Юнайтед» також здебільшого виходив на поле в основному складі команди. За цей час додав до переліку своїх трофеїв титул володаря Кубка Англії.
Протягом 1989—1995 років захищав кольори команди клубу «Лідс Юнайтед». За цей час додав до переліку своїх трофеїв титул володаря Суперкубка Англії з футболу.
Завершив професійну ігрову кар'єру у клубі «Ковентрі Сіті», за команду якого виступав протягом 1995—1997 років.

## Виступи за збірну
У 1980 році дебютував в офіційних матчах у складі національної збірної Шотландії. Протягом кар'єри у національній команді, яка тривала 13 років, провів у формі головної команди країни 50 матчів, забивши 5 голів.
У складі збірної був учасником чемпіонату світу 1982 року в Іспанії, чемпіонату світу 1986 року у Мексиці.

## Кар'єра тренера
Розпочав тренерську кар'єру, ще продовжуючи грати на полі, 1996 року, очоливши тренерський штаб клубу «Ковентрі Сіті».
Надалі очолював команди клубів «Саутгемптон» та «Селтік».
Згодом був клуб «Мідлсбро», команду якого Гордон Стракан очолював як головний тренер до 2010 року.
15 січня 2013 року очолив тренерський штаб національної збірної Шотландії. На момент приходу Стракана до національної команди у неї було в активі лише два очки після чотирьох матчів у відборі на ЧС-2014, тож попри декілька непоганих матчів під керівництвом нового тренера кваліфікуватися до участі у мундіалі шотландцям не вдалося.
У кваліфікації на Євро-2016, в якій навіть третє місце у групі залишало шанси на вихід до фінальної частини першості з огляду на розширення кількості її учасників до 24, перспективи успіху шотландської збірної виглядали значно кращими. Проте у шести іграх з прямими конкурентами за кваліфікацію (Німеччиною, Польщею та Ірландією) шотландці здобули лише одну перемогу при трьох нічиїх, а також неочікувано зазнали поразки від збірної Грузії, у підсумку ставши єдиною з п'яти збірних з Британських островів, що не пробилася на Євро-2016.
Попри цю невдачу Стракан продовжив роботу з «тартановими». У відборі на ЧС-2018 також не обійшлося без необов'язкових втрат очок — нічиї в іграх зі збірними Словенії і Литви нівелювали загалом позитивні результати в матчах проти прямих конкурентів за перші два місця у групі, і Шотландія знову залишилася поза фінальною частиною великого міжнародного турніру. Після цього, у жовтні 2017 року, Стракан пішов у відставку.

## Титули і досягнення

### Як гравця
- Володар Кубка Кубків УЄФА (1):

«Абердин»: 1982–83
- Володар Суперкубка Європи (1):

«Абердин»: 1983
- Чемпіон Шотландії (2):

«Абердин»: 1979–80, 1983–84
- Володар Кубка Шотландії (3):

«Абердин»: 1981–82, 1982–83, 1983–84
- Чемпіон Англії (1):

«Лідс Юнайтед»: 1991–92
- Володар Кубка Англії (1):

«Манчестер Юнайтед»: 1984–85
- Володар Суперкубка Англії з футболу (1):

«Лідс Юнайтед»: 1992

### Як тренера
- Чемпіон Шотландії (3):

«Селтік»: 2005–06, 2006–07, 2007–08
- Володар Кубка Шотландії (1):

«Селтік»: 2006–07
- Володар Кубка шотландської ліги (2):

«Селтік»: 2005–06, 2008–09

### Особисті
- Гравець року за версією Шотландської асоціації футбольних журналістів: 1980
- Футболіст року за версією Асоціації футбольних журналістів: 1991